# Lucina Jiménez
Lucina Jiménez López (Ciudad de México, 1959) es una antropóloga mexicana. Desde 2018, dirige el Instituto Nacional de Bellas Artes y Literatura.

## Trayectoria
Es licenciada en Antropología Social por la Escuela Nacional de Antropología e Historia (ENAH) y doctora en Ciencias Antropológicas por la Universidad Autónoma Metropolitana - Unidad Iztapalapa. Es especialista en políticas culturales y desarrollo sostenible, educación en artes, derechos culturales y cultura de paz.
Es integrante, desde el año 2000, de la Cátedra Unesco de Políticas Culturales y Cooperación de la Universidad de Gerona, España. Ha sido consultora internacional en políticas culturales, cultura y desarrollo para la AECID, la OEI, el Convenio Andrés Bello, la UNESCO y la OEA, así como para diversos proyectos en Colombia, Cuba, República Dominicana, Perú, Brasil, Sudáfrica, Honduras, Guatemala, México, España y Estados Unidos.
En 2011, fue nombrada Experta en Gobernanza para la Cultura y el Desarrollo de Unesco París, desde donde ha asesorado a diversos gobiernos en nuevos esquemas de gobernanza para la cultura como derecho cultural y componente del desarrollo humano sustentable. En 2005 fue ratificada por la UNESCO como integrante de ese grupo para el periodo 2015-2017. 
En 2015, fue nombrada Experta de la Comisión de Cultura del Consejo Mundial de Ciudades y Gobiernos Locales Unidos (CGLU), con sede en Barcelona, para asesorar a las ciudades de México y Mérida en la implementación de la nueva Agenda21Cultura, cuyo enfoque son los derechos culturales y el desarrollo sostenible en el ámbito local. Dirige el Consorcio Internacional Arte y Escuela A.C., con sede en cinco ciudades de México y en España e intenso trabajo de educación en artes, educación intercultural y para la paz en el sistema educativo mexicano. 

### Sector público y civil en México
Fue Subdirectora de Difusión de la Dirección General de Culturas Populares, Subdirectora de Planeación de Radio Educación, Directora Técnica del Programa Cultural de las Fronteras, de la Coordinación Nacional de Descentralización, fundó el Sistema Nacional de Información Cultural.
Fue directora general del Centro Nacional de las Artes (mayo de 2001– agosto de 2005), desde donde dirigió la creación de cinco centros de las artes en diferentes estados de la República Mexicana, además de impulsar nuevos modelos para la reflexión, el ejercicio y el desarrollo de la educación artística, la gestión cultural y la formación virtual. Fungió como miembro del Consejo Asesor para diseñar el Programa General de Desarrollo 2013-2018 de la Ciudad de México. Fue Coordinadora del Consejo Consultivo Asesor, de la Comisión de Cultura de la Cámara de Diputados, legislaturas LXI y LXII Igualmente, forma de la Red Cultura y Desarrollo de Cartagena de Indias, Colombia. Es Vicepresidenta de ConArte Internacional, con sede en Gerona, España.
En diciembre de 2018, fue nombrada directora general del Instituto Nacional de Bellas Artes (INBA).

### Redes de cooperación internacionales
Cuenta con una larga trayectoria y reconocimiento en las redes de cooperación internacionales vinculadas a los derechos culturales y las políticas culturales. Fue oradora en la Conferencia Mundial de Educación Artística de la UNESCO en Seúl, Corea en 2010, de la Cumbre Mundial de Arte y Cultura, en Melbourne, Australia, en 2011. Durante 2013 a 2015 ha colaborado con Free Dimensional (NY), la Red Actores de Cambio de Centroamérica e Hivos en la edición de protocolos de actuación para los defensores de derechos humanos y de derechos culturales en Honduras y Nicaragua. Este 2015, fue oradora de la Cumbre Mundial del CGLU, celebrada en Bilbao, España, de la Cumbre Mundial de Arte y Cultura para la Paz, celebrada en marzo de 2015 en Bogotá. En la Ciudad de México, condujo el diálogo académico celebrado entre Manuel Castells y Farida Shaheed, Relatora Especial de Derechos Culturales de Naciones Unidas, a propósito del Premio CGLU Ciudad de México.

### Directora general del Consorcio Internacional Arte y Escuela A. C. (ConArte)
Desde mayo de 2006 hasta 2018, fue directora general del Consorcio Internacional Arte y Escuela A. C. (ConArte), una asociación que actúa en red en diversas ciudades de México  y en España en temas derechos culturales, educación en artes, la educación para la diversidad y la cultura de paz dentro del sistema educativo mexicano y en ámbitos comunitarios, además de fomentar el desarrollo de capacidades ciudadanas en cultura de paz, educación en artes; espacio público y género, así como arte y bienestar. Sus metodologías son reconocidas como prácticas significativas y de calidad por la UNICEF (Aprender con Danza), la OEI (Ah que la Canción, Música Mexicana en la Escuela, La Nana, Laboratorio de Arte Comprometido y el Programa Interdisciplinario por la No Violencia) y la OEA (particularmente la iniciativa denominada RedeseArte Cultura de Paz, con la que contribuyó a recuperar la vida pública y la convivencia en Ciudad Juárez, a partir de 2010). ConArte es un nodo del Laboratorio de Investigación e Innovación en Cultura y Desarrollo de la Universidad Tecnológica de Bolívar. Forma parte de la Red Cultura y Desarrollo de Cartagena de Indias, Colombia. ConArte México forma parte de la Vicepresidenta de ConArte Internacional, con sede en Gerona, España.

## Publicaciones
- Arte para la Convivencia y Educación para la Paz
- Educación artística, cultura y ciudadanía
- Gestión cultural y lectura en tiempos de diversidad
- Teatro y públicos, el lado oscuro de la sala[12]
- Políticas culturales en transición; retos y escenarios de la gestión cultural en México
- Democracia cultural. Una conversación, de Sabina Berman y Lucina Jiménez[13]
- Cultura y Sostenibilidad en Iberoamérica, de Lucina Jiménez, Jesús Martín Barbero y Renato Ortiz[14]
- El Público, coordinado con Marisa Giménez Cacho
- Gestión de proyectos artísticos: estrategias para la recaudación de fondos y el desarrollo de públicos
- Miradas al arte desde la educación, autora participante de la esta antología publicada por la Secretaría de Educación Pública